# 戦略グループ

戦略グループ（せんりゃくグループ）とは経営学用語の一つで、特定の業界内で同様の経営戦略をとっている企業群のことをいう。

## 解説
例えば家電メーカーならば垂直的統合の度合いと製造ラインの広さによって「自社ブランドで製造販売する大手」「高品質高価格の専門」「プライベートブランドで製造販売」「プライベートブランドのための製品を製造」の4つの戦略グループに分けることができる。